# 鳥取県道35号西伯根雨線
鳥取県道35号西伯根雨線（とっとりけんどう35ごう さいはくねうせん）は、鳥取県西伯郡南部町と日野郡日野町を結ぶ県道（主要地方道）である。

## 概要

### 路線データ
- 起点：鳥取県西伯郡南部町落合（国道180号交点）
- 終点：鳥取県日野郡日野町根雨（舟場橋交差点、国道181号（国道183号重複）交点）
- 総延長：19.7 km

## 歴史
- 1993年（平成5年）5月11日 - 建設省から、県道西伯根雨線が西伯根雨線として主要地方道に指定される[1]。

## 地理

### 通過する自治体
- 西伯郡南部町
- 西伯郡伯耆町
- 日野郡日野町

### 交差する道路
- 国道180号（西伯郡南部町落合、起点）
- 鳥取県道160号福頼市山伯耆大山停車場線（西伯郡南部町福頼）
- 鳥取県道46号日野溝口線（西伯郡伯耆町二部）
- 国道181号（国道183号重複）（日野郡日野町根雨、舟場橋交差点、終点）